# Herbert R. Lottman
Herbert R. Lottman, né le 16 août 1927, à Brooklyn et mort le 27 août 2014 à Paris,, est un journaliste américain, historien de formation spécialisé dans la vie intellectuelle française. Il est particulièrement célèbre pour son travail de biographe.

## Biographie
Longtemps correspondant international de la revue Publishers Weekly, Herbert Lottman vit à Paris.
Spécialisé dans l'écriture de biographies, ses livres sur Albert Camus et Gustave Flaubert sont des ouvrages de référence. Il s’est également intéressé à d’autres personnalités du monde politique ou culturel comme Philippe Pétain, Jules Verne, Amedeo Modigliani, Oscar Wilde ou encore la dynastie Rothschild.
On compte aussi parmi ses œuvres des travaux sur la vie intellectuelle française (La Rive gauche, histoire de l'engagement intellectuel à Paris) ou sur des périodes plus sombres de l’histoire de France (L'épuration 1943-1953, La chute de Paris : 14 juin 1940).
Il meurt le 27 août 2014, à l'âge de 87 ans, à son domicile parisien. Il est inhumé au cimetière du Montparnasse (division 10).

## Critiques
- Julian Barnes a critiqué sa biographie de Flaubert (Flaubert: a biography) dans la London Review of Books du 4 mai 1989[8], texte repris dans Something to Declare (2002) (traduit en français par Jean-Pierre Aoustin, Quelque chose à déclarer, Mercure de France, 2004).
- Albert Camus : Cette biographie, qui se veut exhaustive, n'est pas toujours fiable selon Catherine Camus, la fille d'Albert Camus[9],[10],[11].

## Publications

### Ouvrages
- Albert Camus, Paris, Le Seuil, 1978, réédition sous le titre Camus, Paris, Le Cherche midi, 2013.
- La Rive gauche : du Front Populaire à la guerre froide, histoire de l'engagement intellectuel à Paris, Paris, Le Seuil, 1981.
- Pétain, Paris, Le Seuil, 1984.
- Flaubert: a biography, London, Methuen, 1989 ; Gustave Flaubert, trad. de l'anglais (États-Unis) par Marianne Véron, Fayard, 1989
- Colette, Paris, Gallimard, 1992.
- L'épuration 1943-1953, Paris, Fayard, 1986.
- Jules Verne, Paris, Flammarion, 1997, coll. « Grandes biographies ».
- La dynastie Rothschild, Paris, Le Seuil, 1998.
- Michelin : 100 ans d'aventures, Paris, Flammarion, 1999, coll. « Grandes biographies ».
- L'écrivain engagé et ses ambivalences : de Chateaubriand à Malraux, Paris, Odile Jacob, 2003.
- Amedeo Modigliani, prince de Montparnasse, Paris, Calmann-Lévy, 2005.
- Oscar Wilde à Paris, Paris, Fayard, 2007.
- De Gaulle/Pétain : règlements de comptes, Paris, Le Seuil, 2008.
- La chute de Paris : 14 juin 1940, Paris, La Fabrique, 2013.

### Ouvrage collectif
- (en) Edmonde Charles-Roux, Herbert R. Lottman, Stanley Garfinkel et Nadine Gasc (préf. Colleen Schafroth, intro. Susan Train, photogr. David Seidner (en)), Théâtre de la Mode : Fashion Dolls : The Survival of Haute Couture, Palmer-Pletsch Associates, septembre 2002, 2e éd., 192 p. (ISBN 978-0935278569)